# John Holmes (diplomate)
Pour les articles homonymes, voir John Holmes.
John Holmes est né le 29 avril 1951 à Preston, dans le Nord de l'Angleterre (Royaume-Uni). Il est diplomate de carrière. Actuellement aux Nations unies, il est secrétaire général adjoint aux Affaires humanitaires et Coordinateur des secours d'urgence. Il a été nommé par Ban Ki-moon le 3 janvier 2007 en remplacement du Norvégien Jan Egeland. Depuis 1976, il est marié à Penelope Morris, avec qui il a eu trois filles : Sarah, Lucy et Émilie (née à Paris).

## Carrière
Jonh Holmes a poursuivi ses études à Preston Grammar School et à Balliol College, à Oxford. En 1973, il intègre le Foreign Office (ministère britannique des Affaires étrangères).
Il a commencé sa carrière à Londres pour être envoyé en 1975 à New York, à titre temporaire, comme membre de la délégation de son pays à la session de l’Assemblée générale des Nations unies. En 1976, il a été nommé Deuxième Secrétaire à l’ambassade britannique à Moscou et, à son retour à Londres en 1978, a travaillé sur les questions liées au Liban et au processus de paix au Moyen-Orient. Il a ensuite été nommé Secrétaire particulier adjoint au Foreign and Commonwealth Office en 1982, où il s’est occupé des questions relatives au Moyen-Orient, à l’Afrique, à l’Asie et à l’Amérique latine. Par la suite, il a été Premier Secrétaire à l’ambassade britannique à Paris en 1984, responsable des questions économiques et relatives à l’Union européenne.
À son retour à Londres en 1987, il a occupé le poste de Chef adjoint du Département soviétique du Foreign and Commonwealth Office. Par la suite, pendant deux ans, de 1989 à 1991, il a été détaché auprès de la société britannique d’imprimantes sécurisées Thomas De La Rue. En 1991, il a été dépêché auprès de la Haute Commission britannique à New Delhi, en tant que Conseiller politique, puis Conseiller économique et commercial. À ce titre, il a dirigé le programme d’aide britannique et s’est occupé de questions économiques et commerciales.
De nouveau en poste à Londres en 1995, il a été brièvement à la tête du Département externe de l’Union européenne au Foreign Office, avant de rejoindre le cabinet du Premier ministre John Major au 10 Downing Street, en tant que secrétaire particulier pour les affaires étrangères et Conseiller politique. Il a conservé ces fonctions auprès du Premier ministre Tony Blair, de 1997 à 1999, pour devenir son Secrétaire particulier principal. Au cours de cette période, il a préparé le Sommet britannique du G8 et en a assuré la présidence en 1998. En 1999, John Holmes a été anobli pour sa contribution au processus de paix en Irlande du Nord et pour l’accord du Vendredi saint.
De 1999 à 2001, sir John Holmes a été ambassadeur du Royaume-Uni à Lisbonne, avant d’être nommé dans les mêmes fonctions à Paris.
Le 3 janvier 2007, il est nommé au poste de Secrétaire général adjoint aux affaires humanitaires et Coordonnateur des secours d'urgence des Nations unies.

## Distinctions
- Compagnon de l'Ordre de Saint-Michel et Saint-Georges (1997)
- Chevalier commandeur de l'Ordre de l'Empire britannique (KBE) (1999)
- Chevalier grand-croix de l'Ordre royal de Victoria (2005), à la suite de la visite officielle de la reine Élisabeth II en France pour la célébration du 100e anniversaire de l'Entente cordiale